# Augustiner-Chorherrenstift Glatz
Das ehemalige Augustiner-Chorherrenstift Glatz (auch Kloster Mons Mariae Glatz, tschechisch Klášter augustiniánů kanovníků v Kladsku, lateinisch Monasterium regularium Mons Mariae Glacii) wurde 1349 vom ersten Prager Erzbischof Ernst von Pardubitz in der Stadt Glatz gegründet. Zugleich erteilte er der zugehörigen Stiftskirche das Patrozinium Mariae Verkündigung. Sie wurde durch die Bauhütte des Prager Dombaumeisters Peter Parler errichtet.
Das Stift lag am Abhang des Burgberges und wurde historisch als „Thumstift“ bzw. „Thumkirche“ bezeichnet. Es wurde zu einem bedeutenden kulturellen humanistischen und Bildungszentrum in Böhmen und darüber hinaus. Wegen der Auswirkungen der Reformation wurde es 1595 auf Betreiben des letzten Stiftspropstes Christoph Kirmeser durch Papst Clemens VIII. an die Jesuiten übergeben. Nach der Schlacht am Weißen Berg wurden die Stiftsgebäude und die Stiftskirche 1620/21 weitgehend zerstört und nicht wiederaufgebaut. Der Untergang des Stifts hatte keine wirtschaftlichen Ursachen; es waren die Folgen der Reformation, die zum Verlust der geistigen Lebensgrundlagen führten.
Die Geschichte des Stifts erschließt sich aus der Stiftschronik Cronica Monasterii Canonicorum Regularium (S. Augustini) in Glacz, die vom Propst Michael Czacheritz verfasst und nach seinem Tod 1489 weitergeführt wurde. Die 1980 wiederaufgefundene lateinisch verfasste Originalhandschrift wurde 2003 gedruckt.

## Geschichte
Ernst/Arnestus von Pardubitz, der spätere Erzbischof von Prag, verbrachte seine Kindheit in Glatz, wo er die Johanniterschule besuchte und wo sein gleichnamiger Vater Ernst d. Ä. Burggraf war. Ernst war ein großer Verehrer der Jungfrau Maria und erlebte als Kind eine Marienerscheinung in der Glatzer Pfarrkirche Mariä Himmelfahrt. Vermutlich deshalb gründete er am 25. März 1349, dem Fest der „Mariae Verkündigung“ unterhalb des damaligen Glatzer Schlosses eine Propstei der „Regulierten Thumherren des Ordens St. Augustini“ (Augustiner-Chorherren), die er wegen ihrer dezentralen Organisation bevorzugte. Die materielle Fundierung des Klosters, an der sich auch seine Brüder Smil und Wilhelm von Pardubitz beteiligten, erfolgte am 5. Februar 1350. An diesem Tag bestätigte der Glatzer Landeshauptmann Albrecht von Krenowitz die Stiftungen, für die Ernst und seine Brüder von den einheimischen Adeligen Renzo und Nikolaus von Glaubitz die Güter Nieder- und Oberschwedeldorf, die damals noch eine Einheit unter der Ortsbezeichnung „Schweidlersdorf“ bildeten, sowie „Bertholdisdorf“ / Barzdorf, später Altbarzdorf und zweieinhalb Hufen in „Isenrichsdorf“ / Eisersdorf erwarben und sie dem Stift schenkten. Nach der Einweihung durch Erzbischof Ernst am 25. März 1350 erteilte der böhmische und römisch-deutsche König Karl IV. (ab 1355 Kaiser) am 23. Oktober 1350 dem Stift umfangreiche Privilegien und Rechte. Wegen dieser kam es zu Auseinandersetzungen mit den Freirichtern von Niederschwedeldorf und „Bertholdisdorf“, deren Rechte dadurch geschmälert wurden, dass ihre Güter nicht mehr dem Freirichtergericht, sondern der Gerichtsbarkeit des Stifts unterstanden. Der Streit wurde erst 1366 im Auftrag des Kaisers Karl IV. durch den Burggrafen von Glatz beigelegt.
Für die Ausstattung der Stiftskirche („Thumkirche“) mit sechs Jochen schenkte Erzbischof Ernst u. a. für den Flügelaltar das Gemälde der Glatzer Madonna. Es ist eines der berühmtesten Tafelbilder der damaligen Zeit und wurde vermutlich vom Meister von Hohenfurth geschaffen. Besiedelt wurde das Stift, das für zwölf Kanoniker vorgesehen war, mit Chorherren aus dem Augustiner-Chorherrenstift Raudnitz. Dieses war im Jahre 1333 vom Prager Bischof Johann IV. von Dražice gegründet worden und zeichnete sich durch einen besonderen Reformeifer aus. Erster Propst wurde 1350 der ebenfalls aus Raudnitz stammende Chorherr Johannes I., der bis 1382 amtierte.
Zur finanziellen Ausstattung schenkte Erzbischof Ernst dem Stift 1352 das Gut Kostomlat sowie weitere Dörfer in Mittelböhmen zwischen Raudnitz und Mělník. König Karl IV. bestätigte die Schenkung am 5. Januar 1352, und am 27. Januar 1354 folgte aus Avignon die Bestätigung durch Papst Innozenz VI. über die Inkorporation der Kostomlater Pfarrkirche in das Glatzer Chorherrenstift. Kostomlat ging dem Stift jedoch während der Hussitenkriege verloren.
Um nicht die Schule der Glatzer Johanniter zu gefährden, die er selbst besucht hatte, verbot Erzbischof Ernst den Chorherren eine weitere Schulgründung in Glatz. Trotzdem erhielten sie 1365 von seinem Nachfolger Johann Očko von Wlašim bei dessen Aufenthalt in Glatz die Genehmigung für eine Lateinschule, mit der ein Konvikt verbunden war und die zunächst von 16 Glatzer Bürgerkindern besucht werden durfte. 1378 erließ der damalige Pfandherr der Grafschaft Glatz, Jobst von Mähren, dem Stift auf mehreren Gütern die Steuern, und 1385 verkaufte ihnen der Rat der Stadt ein Malzhaus.
Mit dem Chorherrenstift erlangte Glatz eine überregionale Bedeutung sowohl im religiösen als auch im kulturellen Bereich. Glatzer Kanoniker wurden auf Führungspositionen in andere Chorherrenstifte berufen, so z. B. der Saganer Propst Matthias I. von Pitschen, der dort von 1390 bis 1394 amtierte. Der erste Glatzer Propst Johannes († 1382) verfasste einen zweibändigen Psalmenkommentar, und auch andere Glatzer Kanoniker waren schriftstellerisch tätig. Auch für den Aufbau neuer Stifte wurden sie herbeigerufen. 1405 wurde das Augustiner-Chorherrenstift Kazimierz bei Krakau mit Raudnitzer und Glatzer Chorherren besiedelt, für das vorher im Glatzer Skriptorium ein dreisprachiger Psalter entstand, der erst 1827 in der Bibliothek des St.-Florian-Stifts entdeckt wurde und seither unter der Bezeichnung Florianer Psalter bekannt ist.
Auf Bitten des Herzogs Albrecht V. von Österreich war der Glatzer Augustiner Andreas an der Gründung von St. Dorothea in Wien sowie am Ausbau des Stiftes Dürnstein beteiligt. Dort wurde er 1416 zum Prior und ein Jahr später zum Propst gewählt und erbat anschließend zwei Kanoniker aus Glatz. Der Glatzer Pfandherr Hynek Kruschina von Lichtenburg unterstützte das Glatzer Stift und wurde deshalb 1454 in der Stiftskirche beigesetzt. Wegen der durch die Hussitenkriege verursachten Verwüstungen veranlassten Heinrich d. Ä. und dessen Gemahlin Ursula von Brandenburg 1477 eine Renovierung des Stiftsgebäudes und zugleich den Bau des Refektoriums.
Zu einem Niedergang des Stifts kam es während der Reformation im 16. Jahrhundert. Vermutlich deshalb ernannte Erzbischof Martin Medek von Müglitz 1584 den ehemaligen Lehrer der Neisser Stadtschule, Christoph Kirmeser, zum Propst des Glatzer Augustinerstifts, der allerdings nicht dem Orden angehörte. Er setzte sich für die Gegenreformation ein, hatte jedoch in der damals überwiegend lutherischen Stadt wenig Erfolg damit. Schon vor 1590 versuchte er vergeblich, den Erzbischof für eine Übergabe des Stifts an die Jesuiten zu gewinnen, da er nicht mehr in der Lage sei, dieses gegen die Angriffe „der Lutheraner, Kalviner und Schwenckfelder“ zu behaupten. Nachdem sein Ansinnen auch von Medeks Nachfolger Zbynko Berka von Duba und Leipa abgelehnt worden war, wandte er sich mit Unterstützung der Jesuiten unmittelbar an den Papst, von dem Kirmeser 1594 zur Resignation aufgefordert wurde.
Am 9. März 1595 löste Papst Clemens VIII. die Ordensgemeinschaft der Glatzer Augustiner-Chorherren auf und übergab deren Besitzungen den Jesuiten. Die verbliebenen Augustinermönche sollten von anderen Stiften des Ordens aufgenommen werden. Nachdem Kaiser Rudolf II. als böhmischer Landesherr der päpstlichen Entscheidung zustimmte, musste auch der Prager Erzbischof seinen Widerstand aufgeben. Am 28. September 1597 übergaben zwei Kaiserliche Räte und der Prager Propst Leopold Popel von Lobkowitz das Stift dem Jesuitenorden.
Die Glatzer Stände und die Stadt Glatz, die vom Kaiser die Zurückberufung der Augustiner-Chorherren verlangten, wurden nicht erhört. Enttäuscht äußerte sich in einem Brief vom 8. September 1597 auch Bischof Berka von Duba und Leipa: Er habe beabsichtigt, die Glatzer Augustinerpropstei zu einem Bischofssitz und den Augustinerpropst zu einem Suffragan von Prag zu ernennen. Damit dürfte auch Propst Kirmeser zu den Verlierern gehört haben. Er wurde zwar 1597 mit päpstlicher und kaiserlicher Hilfe Abt des Benediktiner-Klosters St. Lambrecht in der Steiermark, resignierte jedoch schon ein Jahr später, weil er dort auf Ablehnung stieß. 1598 wurde er Pfarrer in Sankt Lorenzen im Mürztal.
Bei der Auflösung des Augustinerstifts 1595 befanden sich noch sieben Konventualen in Glatz. Sie sollten in andere Chorherrenstifte aufgenommen werden oder die Seelsorge in den umliegenden Pfarreien übernehmen. Der Glatzer Chorherr Michael Winkler wurde zunächst Prior und 1605 Abt des Augustiner-Chorherrenstifts Prag-Karlshof.
Unter den Jesuiten wurde das vormalige Augustinerstift zum Glatzer Jesuitenkolleg umgebaut. Während des böhmischen Ständeaufstands wurden die Jesuiten 1618 aus Glatz vertrieben und die Gebäude des ehemaligen Stifts sowie die Stiftskirche bei den Kämpfen um Glatz nach der Schlacht am Weißen Berg 1622 zerstört und nicht wiederaufgebaut. Nach ihrer Rückkehr 1624 übernahmen die Jesuiten die an der Pfarrkirche gelegene Johanniterkommende, die sie in der zweiten Hälfte des 17. Jahrhunderts zu einem Kolleg umbauten.

## Pröpste des Stifts sowie Vorkommnisse während ihrer Amtszeit
- 1350–1382 Johannes I., wurde aus dem Chorherrenstift Raudnitz berufen. Er galt als gelehrt und verfasste einen zweibändigen Psalterkommentar. 1353 erwarb er für sein Stift das Freirichtergut (später Vorwerk) sowie zwei Mühlen in Niederschwedeldorf. Mit Erlaubnis des Erzbischofs errichtete er 1365 eine Lateinschule für 16 Bürgerkinder. 1378 erwarb er die Güter Lunkach und Chodin[6] bei Raudnitz. Nach dem Tod des Erzbischofs Ernst von Pardubitz 1364 verfasste er vor 1375 dessen Lebensbeschreibung.[7]

- 1382–1396 Johannes II. „Austriacus“, stammte aus Österreich, studierte an der Prager Karls-Universität. 1388 erwarb er für das Stift das Vorwerk in Neudeck mit dem Dorf Wiedereck von Hans von der Bele.[8] Nach seiner Resignation 1396 lebte er im Augustiner Chorherrenstift Sagan.

- 1396–1403 Petrus, war in Rechtsfragen erfahren („magnus vir in iuridicis“) und arbeitete vor seinem Eintritt in den Orden als Kanzler des Fürstentums Breslau. Erwarb 1398 von Hans von Glaubitz ein Grundstück und vier Gärtner in Schlegel sowie ein Grundstück in Ebersdorf; 1399 kaufte er von Nikolaus Heidenreich einen Wald und eine Wiese in Wernersdorf. 1402 erbat er vom Raudnitzer Prior und Lehrmeister Peter Clarificator Instruktionen; damals bestand der Konvent aus 16 Mitgliedern.

- 1403–1413 Augustinus Liebstein, erwarb 1404 vom Reichenauer Freirichter Niklas Walter ein Vorwerk. 1405 erhielt die Stiftskirche einen neuen Turm. Für die finanzielle Förderung des Baus erteilte der Prager Erzbischof einen Ablass von 40 Tagen. Testamentarisch erhielt das Stift 1406 ein Vorwerk bei Glatz, das später als „Thumvorwerk“ bzw. „Thumwiese“ bezeichnet wurde. Ebenfalls 1406 wurde das Glatzer Stift vom Karlshofer Abt Johann I. Prokop und dem Raudnitzer Prior Peter Clarificator visitiert. 1408 erwarb Propst Augustin das Vorwerk in Oberwernersdorf von Hertil von Rankau. 1410 visitierte er das Stift Sternberg; resignierte 1413.

- 1413–1435 Lukas, war vorher Prior. Während seiner Amtszeit ging durch die Hussitenkriege das böhmische Gut Kostomlat verloren. Die im Glatzer Land liegenden Stiftsgüter wurden von den Hussiten teilweise verwüstet und das Niederschwedeldorfer Vorwerk abgebrannt. Seinen Mitbrüdern erlaubte er, sich in andere Klöster zu begeben; er selbst hielt sich vorübergehend im Breslauer Sandstift auf. 1434 bestätigte der böhmische Landesherr Sigismund dem Glatzer Stift die bisherigen Privilegien. 1435 resignierte Propst Lukas.

- 1435–1453 Heinrich Foytisdorf entstammte einer reichen Grottkauer Familie. Als Prior des Glatzer Stifts beteiligte er sich 1428 an der Verteidigung von Glatz und ermunterte auch die Bürger, es ihm gleichzutun. Dadurch gaben die Hussiten die Belagerung auf. Nahm am Konzil von Basel teil, wo ihm weitere Privilegien für das Stift gewährt wurden. Mit seinem Testament schenkte er der Stiftskirche einen achten Seitenaltar.

- 1453–1455 Jakobus, ließ das Vorwerk in Niederschwedeldorf wieder aufbauen. Während seiner Amtszeit waren nur noch vier Chorherren im Stift. Konnte sich mit seinem Versuch, die klösterliche Ordnung wieder einzuführen, nicht durchsetzen.

- 1455–1489 Michael Czacheritz, stammte aus Neisse und war vorher Kanoniker im Wiener Dorotheenstift. Während seiner Amtszeit wurde das Glatzer Land 1459 vom böhmischen König Georg von Podiebrad zur Grafschaft Glatz erhoben. Da der König den Hussiten nahestand, wurde Glatz vom Papst mit dem Interdikt belegt, das erst nach Georgs Tod aufgehoben wurde. 1469 wurden das Vorwerk sowie Teile von Niederschwedeldorf vom böhmischen Gegenkönig Matthias Corvinus abgebrannt und ein Jahr später u. a. das „Thum“vorwerk in der Glatzer Vorstadt eingeäschert. 1475 erhielt das Stift das während der Hussitenkriege eingezogene Kostomlat wieder zurück. Die Rückgabe wurde durch Herzog Heinrich d. Ä. vermittelt, der nach dem Tod seines Vaters Georg von Podiebrad 1471 u. a. die Grafschaft Glatz geerbt hatte und als erster Graf von Glatz in Glatz residierte. Er bestätigte im selben Jahr die Privilegien und Rechte des Augustinerstifts. 1482 erwarb Propst Michael vom Glatzer Bürger Wenzel Heinrich einen Grund in Oberschwedeldorf. Dort erhielt das Stift ein Jahr später auch einen Grund von Herzog Heinrich d. Ä., der im Tausch dafür einen Grund in Niederhennigsdorf erhielt. Während der Amtszeit von Propst Michael bestand der Konvent aus 13 Kanonikern.

- 1489–1504 Benedikt Polkenhayn stammte aus Breslau. Da er sich weigerte, ohne Genehmigung der Prager Administratoren Ablässe einzuführen und deshalb in Streit mit Herzog Heinrich d. Ä. geriet, verließ er 1490 Glatz und resignierte 1491 in Olmütz. Obwohl er Propst am Augustiner-Chorherrenstift Landskron werden sollte, nahm er dieses Amt nicht an und wurde schließlich Augustiner-Eremit im Kloster Waldheim in Sachsen.

- 1491–1504 Georg Beyer stammte aus Glatz und war vorher Prior. 1494 schenkte Heinrich d. Ä. dem Stift die Hälfte von Rückers und Heide sowie Grund in Mügwitz mit der Verpflichtung, nach seinem und seiner Gemahlin Tod jeweils am 23. März ein Jahrgedächtnis mit einer gesungenen Messe zu halten. 1499 bestätigten dessen Söhne Albrecht, Georg und Karl die bisherigen Privilegien, die sie um das Braurecht für Weizen- und Gerstenbier sowie den Ausschank an die Wirtshäuser der untergebenen Dörfer erweiterten. Kaiser Maximilian I. gewährte 1502 dem Stift das Recht, mit rotem Wachs zu siegeln.

- 1504–1521 Paulus Osbrand stammte aus Reichenbach.

- 1521–1522 Johannes III. Valerius

- 1522–um 1531 Johannes IV. Forchundt stammte aus Glatz und war Kanoniker des Breslauer Sandstifts. Verkaufte 1524 das Vorwerk Neudeck mit dem Dorf Wiedereck an Sebastian Lorenz von Schlabrendorf. Resignierte wahrscheinlich um 1531.

- 1533–1536 ist Valentin Kern aus Glatz als Propst belegt, dem am 7. Januar 1533 der Glatzer Pfandherr Ulrich von Hardegg die Privilegien bestätigte.

- 1538–1541 Franziskus Schrecker aus Glatz; er war seit vielen Jahren Prior des Stifts. Am 25. November 1538 verkaufte er dem Landeshauptmann Hans Prag von Wellnitz einen Wald bei Reichenau. Starb vermutlich 1541.

- 1541–1542 nochmals Johannes IV. Forchundt als Propst belegt. 1542 verkaufte er einen Acker vom „Thum“vorwerk zum Bau eines Hauses.

- 1543–1545 Martin Klingke aus Glatz. Verkaufte 1543 zur Bezahlung von Schulden das Vorwerk in Oberwernersdorf mit einer Wiese und einem Steinbruch dem Landeshauptmann Hans Prag von Wellnitz, dem er ein Jahr später die der Propstei gehörende Hälfte von Rückers überließ.

- 1545–1568 Johannes V. Laurentius Millmann aus Glatz.

- 1568–1578 Andreas Johannes Pfeifer aus Reinerz. Während dessen Amtszeit tauschte am 15. März 1575 der böhmische Landesherr Maximilian II. das Gut Kostomlat gegen das Dorf Altwilmsdorf bei Glatz, das bis dahin im landesherrlichen Besitz gewesen war und dadurch an das Glatzer Stift gelangte. Wegen seines anstößigen Lebenswandels wurde Propst Andreas Johannes Pfeiffer 1578 seines Amtes enthoben. Nach der Entlassung aus dem Prager Gefängnis lebte er bei seinem Bruder in Wartha und kam später an die Propstei zurück, wo er 1587 starb.

- 1578–1583 Johannes VI. Rutheni (auch Johann VI. Ruthein). Wurde 1583 ebenfalls des Amtes enthoben und musste Glatz verlassen.

- 1583/84–1595 Christoph Kirmeser war der letzte Glatzer Stiftspropst. Er wurde von Erzbischof Martin Medek von Müglitz eingesetzt, obwohl er nicht dem Orden der Augustiner-Chorherren angehörte. Wegen der Auswirkungen der Reformation verfolgte er die Übergabe des Augustinerstifts an die Jesuiten. Um den Übergang an die Jesuiten zu ermöglichen, reichte er 1595 auf Wunsch des Papstes seinen Rücktritt ein.